# Indukált feszültség
Az indukált feszültség egy elektromos vezetőben – tekercsben – az elektromágneses indukció hatására létrejövő feszültség. Ez a feszültség, mint neve is mutatja – előállítása szempontjából – nem azonos a galvánelemek, akkumulátorok által szolgáltatott – vegyi energiának villamos energiává történő átalakítása során nyert – feszültséggel.
Fontos megjegyezni, hogy elektrotechnikai szempontból csak és kizárólag indukált feszültségről beszélünk, és nem indukált áramról! A feszültség indukálódik, és ez hajt át egy zárt áramkörben (zárt vezetőben) áramot.
Azt a jelenséget, amely során a mágneses mező változása elektromos mezőt hoz létre, elektromágneses indukciónak nevezzük. Az így létrehozott elektromos mezőt jellemző feszültség az indukált feszültség, az így létrejövő áram az indukált áram.
A feszültség jele: U, SI-mértékegysége: volt (jele: V).

## Fajtái
Az indukció kialakulása alapján két csoportba osztható:

### Mozgási indukció (generátor elv)
- Ha egy mágneses térben vezetőt mozgatunk a mozgás időtartama alatt a vezetőben elektromos feszültség indukálódik.
- Ezt a jelenséget elektromágneses indukciónak nevezzük.
- Tehát az elektromágneses indukció akkor keletkezik, ha a vezető metszi az indukciós vonalakat.
- Ha nincs erővonal metszés, nincs feszültség.
- Az indukált feszültség iránya függ a mozgás irányától és az erővonalak irányától.
- Magyarázata: ha a vezetőt mozgatjuk, a benne lévő szabad elektronok is mozognak, a mozgó töltések mágneses teret hoznak létre a vezető körül.
- A külső mágneses tér erőhatást gyakorol a szabad elektronokra így azok elmozdulnak a mozgásirányra merőlegesen.
- Ennek következtében a negatív elektronok a vezető egyik végén gyűlnek össze, a pozitív atomok a kristályrácsban maradnak, így a töltések szétválasztódnak és a vezetők vége között feszültség keletkezik.
- Ha a vezetőt ellentétes irányba mozgatjuk, a feszültség iránya  megváltozik. Ha ezt folyamatosan tesszük, akkor a vezetőben váltakozó feszültség indukálódik.
- Az indukált feszültség nagysága függ:
  - A mozgatás sebességétől,
  - Az áramváltozás sebességétől,
  - A vezető hosszától.
- Az indukált feszültség iránya függ:
  - A mozgatás irányától,
  - Az áramváltozás irányától.
- A létrejövő feszültség nagysága: {\displaystyle U_{i}=B_{}lv\ \sin \alpha \!\ }

(B – a mágneses indukcióvektor nagysága; l – a vezeték hossza; v – a mozgás sebessége; α - a sebességvektor (v) és a mágneses indukcióvektor (B) által bezárt szög)

### Nyugalmi indukció (transzformátor elv)
A primer áram be- illetve kikapcsolásakor fluxusváltozás történik, így a szekunder oldalon feszültség indukálódik. Az indukált feszültség iránya a fluxusváltozás irányától függ. A mágneses fluxusnak állandóan változnia kell, ezt váltakozó árammal vagy lüktető egyenárammal érhetjük el. Az indukált feszültség annál nagyobb:
- Minél nagyobb a fluxusváltozás: {\displaystyle \Delta \Phi }
- Minél rövidebb ideg tart a fluxusváltozás: {\displaystyle \Delta t}
- Minél nagyobb a tekercs menetszáma: {\displaystyle N}

A létrejövő feszültség nagysága: {\displaystyle U_{i}=N{d\Phi  \over dt}\!\ }

#### Önindukció
Ha nagy menetszámú zárt vasmagos tekercset feszültséggenerátorra kapcsolunk és jelzőlámpaként glimmlámpát használunk, azt tapasztaljuk, hogy bekapcsoláskor a jelzőlámpa nem villan fel, kikapcsoláskor viszont igen.
Magyarázat a jelenségre: bekapcsoláskor nő az áram a tekercsben, növekszik a fluxus is. A fluxus változása olyan feszültséget indukál a tekercsben, mely ellenkező irányú a feszültség forrással vagyis a tápláló feszültséggel. Az indukált feszültség a Lenz-törvény értelmében akadályozza a fluxus növekedését. Kikapcsoláskor nagy indukált feszültség keletkezik, ezért villan fel a jelzőlámpa, melynek indítási feszültsége 80-100 V felett van. Az áram megszakításakor keletkező indukált feszültség megegyező irányú a tápláló feszültségével, ami az áram és a fluxus csökkenését akadályozza.
Az áramváltozásból eredő fluxusváltozás és az ebből eredő feszültségindukció ugyanabban a tekercsben ment végbe. Ezért ezt a jelenséget önindukciónak nevezzük.
Az önindukció lehet:
- Káros: Nagy menetszámú tekercsek megszakításakor ez ellen úgy védekezünk, hogy a megszakítás pillanatában rövidre zárjuk, vagy a tápfeszültséget túlfeszültség-levezetővel látjuk el.
- Hasznos: Kisfeszültségű fényforrások gyújtásakor, gépjárművek gyújtóberendezéseiben.

Az önindukciós feszültség nagysága: {\displaystyle U_{\text{ö}}=L{\frac {dI}{dt}}},
ahol L, a tekercs önindukciós tényezője (függ a tekercs geometriai adataitól és a vasmag anyagától).
Az önindukciós tényező SI-mértékegysége a henry (jele: H). Képlettel:
{\displaystyle \left[L\right]={\frac {\left[U\right]\cdot \left[\Delta t\right]}{\left[\Delta I\right]}}={\frac {{\text{V}}\cdot {\text{s}}}{\text{A}}}={\text{H}}}.

#### Kölcsönös indukció
- transzformátorok